# Medicine at Midnight
Medicine at Midnight är Foo Fighters tionde studioalbum, utgivet i februari 2021. Albumet nådde första plats på UK Albums Chart, tredje plats på Billboard 200 och andra plats på Sverigetopplistan.

## Låtlista
Alla låtar är skrivna och komponerade av Foo Fighters. 
| Nr           | Titel                | Längd |
| ------------ | -------------------- | ----- |
| 1.           | Making a Fire        | 4:15  |
| 2.           | Shame Shame          | 4:17  |
| 3.           | Cloudspotter         | 3:53  |
| 4.           | Waiting on a War     | 4:13  |
| 5.           | Medicine at Midnight | 3:30  |
| 6.           | No Son of Mine       | 3:28  |
| 7.           | Holding Poison       | 4:24  |
| 8.           | Chasing Birds        | 4:12  |
| 9.           | Love Dies Young      | 4:20  |
| Total längd: | Total längd:         | 36:32 |

## Medverkande
- Dave Grohl – sång, gitarr
- Taylor Hawkins – trummor
- Rami Jaffee – keyboards, piano
- Nate Mendel – basgitarr
- Chris Shiflett – gitarr
- Pat Smear – gitarr